# Volvo B10BLE
Volvo B10BLE er et buschassis produceret af Volvo mellem 1992 og 2002.
B10BLE afløste B10B og supplerede B10, og var forsynet med en 9,6-liters 6-cylindret turbodieselmotor med direkte indsprøjtning monteret bag bagakslen.
B10BLE blev i 2002 afløst af B12BLE og B7RLE.

## Billeder
- Arriva 1359 i Gladsaxe garage
- Instrumentbræt i Arriva 1359
- Interiør i Arriva 1359

## Tekniske specifikationer[1]
| Motortype | Max. effekt ved omdr./min. | Max. drejningsmoment ved omdr./min. |
| --------- | -------------------------- | ----------------------------------- |
| THD103KF  | 180 kW (245 hk) / 2000     | 1.050 Nm / 1320                     |
| THD103KB  | 210 kW (285 hk) / 2000     | 1.200 Nm / 1320                     |